# 4331 Hubbard
4331 Hubbard (1983 HC) là một tiểu hành tinh vành đai chính được phát hiện ngày 18 tháng 4 năm 1983 bởi Norman G. Thomas ở Flagstaff.